# تاتسیانا شاراکووا
تاتسیانا شاراکووا (بلاروسی: Таццяна Валер'еўна Шаракова؛ زادهٔ ۳۱ ژوئیهٔ ۱۹۸۴) دوچرخه‌سوار اهل بلاروس است.
وی در مسابقات کشوری و بین‌المللی در مجموع برندهٔ ۲ مدال طلا، ۳ مدال نقره، ۵ مدال برنز شده‌است.